# Andrèmon
Andrèmon (grec antic: Ἀνδραίμων, llatí: Andraemon) va ser, segons la mitologia grega, el marit de Gorge, filla d'Eneu, rei de Calidó, i pare de Toant, un heroi que va comandar quaranta naus dels etolis a la guerra de Troia, i va ser un dels que es va amagar dins del cavall de fusta.
Quan Diomedes va alliberar Eneu, que havia estat empresonat pels fills d'Agri, va donar el regne a Andrèmon, ja que Eneu era massa vell, segons el relat que en fan Apol·lodor, Homer i Pausànias.
La tomba d'Andrèmon, juntament amb la de la seva dona Gorge, es podia veure encara a Amfissa en temps de Pausànias.